# Max von Pracher
Joseph Karl Ignaz Pracher Pracher, ab 1884 von Pracher, (* 9. Dezember 1819 in Straubing; † 1. September 1888 in Regensburg) war ein bayerischer Verwaltungsbeamter.

## Leben
Pracher schloss 1837 das (heutige) Wilhelmsgymnasium München ab. Nach dem Studium der Rechtswissenschaften in München trat er in bayerische Staatsdienste. Pracher betreute im Auftrag König Ludwigs I. von ihm nach München geholte Künstler und war auch im Kunstverein München aktiv. Ab 1856 war er Regierungsrat, ab 1862 Ministerialrat im Kultusministerium. 1868 wurde er Regierungspräsident in der Oberpfalz und von Regensburg. Dieses Amt bekleidete er bis zu seinem Tod.
Sein Sohn war Ferdinand von Pracher, ehemaliger Regierungspräsident in Niederbayern.

## Ehrungen
- Zivilverdienstorden der Bayerischen Krone
- Erhebung in den erblichen Adelsstand 1884